# Eugene Lindsay Opie
Eugene Lindsay Opie, född 5 juli 1873 i Staunton, död 12 mars 1971, var en amerikansk läkare och patolog som forskade om tuberkulos och senare om immunisering mot sjukdomen. 
Opie tjänstgjorde som professor i patologi vid flera medicinska skolor i USA och var dekanus för School of Medicine vid Washington University in St. Louis. Han tjänstgjorde under första världskriget i US Army Medical Corps. Under den tiden forskade han om influensa, tuberkulos och skyttegravsfeber.